# Hipoestrogenisme
L'hipoestrogenisme, o deficiència d'estrògens, es refereix a un nivell d'estrògens inferior al normal. És un terme general utilitzat per descriure la deficiència d'estrògens en diverses condicions. La deficiència d'estrògens també s'associa amb un major risc de patir malalties cardiovasculars i s'ha relacionat amb malalties com les infeccions del tracte urinari i l'osteoporosi.
En les dones, els nivells baixos d'estrògens poden causar símptomes com ara fogots, alteracions del son, pèrdua de calç dels ossos i canvis en el sistema genitourinari. L'hipoestrogenisme es troba més freqüentment en dones que són postmenopàusiques, tenen insuficiència ovàrica primària o presenten amenorrea (absència de períodes menstruals). L'hipoestrogenisme inclou principalment efectes genitourinaris, inclòs l'aprimament de les capes de teixit vaginal i un augment del pH vaginal. Amb nivells normals d'estrògens, l'entorn de la vagina està més protegit contra la inflamació, les infeccions i les infeccions de transmissió sexual. L'hipoestrogenisme també pot ocórrer en homes, per exemple, a causa de l'hipogonadisme.
Hi ha tractaments hormonals i no hormonals per prevenir els efectes negatius dels baixos nivells d'estrògens i millorar la qualitat de vida.